# Gyrandra
Gyrandra es un género con siete especies de plantas con flores perteneciente a la familia Gentianaceae. Comprende seis especies descritas y de estas, solo 5 aceptadas.

## Taxonomía
El género fue descrito por  August Heinrich Rudolf Grisebach y publicado en Prodromus Systematis Naturalis Regni Vegetabilis 9: 44. 1845.

## Especies aceptadas
A continuación se brinda un listado de las especies del género Gyrandra aceptadas hasta marzo de 2014, ordenadas alfabéticamente. Para cada una se indica el nombre binomial seguido del autor, abreviado según las convenciones y usos.
- Gyrandra brachycalyx (Standl. & L.O.Williams)
- Gyrandra chironioides Griseb.	Prodr. 9: 44	1845
- Gyrandra pauciflora 	(M.Martens & Galeotti)
- Gyrandra pterocaulis 	(C.R.Broome) G.Mans.	Taxon 53(3): 723	2004
- Gyrandra tenuifolia 	(M. Martens & Galeotti) G. Mans.